# Simaság
Simaság is een plaats (község) en gemeente in het Hongaarse comitaat Vas. Simaság telt 624 inwoners (2001).